# Montale
Montale település Olaszországban, Toszkána régióban, Pistoia megyében. Lakosainak száma 10 519 fő (2023. január 1.). Montale Agliana, Cantagallo, Montemurlo és Pistoia községekkel határos.

## Népesség
A település lakossága az elmúlt években az alábbi módon változott:
| Lakosok száma | 10 758 | 10 777 | 10 519 |
|               | 2017   | 2018   | 2023   |